# Estadio San Carlos de Apoquindo
Het Estadio San Carlos de Apoquindo is een multifunctioneel stadion in Las Condes, liggend in de Región Metropolitana de Santiago, in Chili.
De bouw van dit stadion duurde van 15 september 1987 tot en met september 1988 toen de opening plaatsvond. Dat gebeurde op 4 september 1988 met een wedstrijd tussen de club die gebruik zou gaan maken dit stadion, CD Universidad Católica, en River Plate. De wedstrijd eindigde in een 0–1 overwinning voor River Plate. In het stadion is plaats voor 18.044 toeschouwers. Het recordaantal toeschouwers (20.936) was er op 1 november 1992 toen CD Universidad Católica tegen CD Cobreloa speelde. Er waren toen 20.936 mensen aanwezig. De tribunes gaan geheel rond het grasveld van 108 bij 68 meter en iedere kant is vernoemd naar een bekende speler van de thuisclub. Het noordelijke deel is vernoemd naar Ignacio Prieto, het zuidelijke deel naar Mario Lepe, het westelijk deel naar Sergio Livingstone en het oostelijke deel naar Alberto Fouillioux. Estadio San Carlos de Apoquindo heeft in 2012 en 2014 twee ingrijpende renovaties ondergaan. Daarbij werden onder andere de tribunes vernieuwd en werd de capaciteit uitgebreid. Tevens kwam er een nieuwe scherm in het stadion. In 1994 vond in stadion de finale van de Copa Interamericana plaats. Er vinden ook rugbywedstrijden en concerten plaats.

## Internationale wedstrijden
| No. | Datum           | Wedstrijd         | Uitslag | Toernooi             |
| --- | --------------- | ----------------- | ------- | -------------------- |
| 1.  | 8 juni 2021     | Chili – Bolivia   | 1–1     | Kwalificatie WK 2022 |
| 2.  | 10 oktober 2021 | Chili – Paraguay  | 2–0     | Kwalificatie WK 2022 |
| 3.  | 14 oktober 2021 | Chili – Venezuela | 3–0     | Kwalificatie WK 2022 |